# Slobodan Šnajder

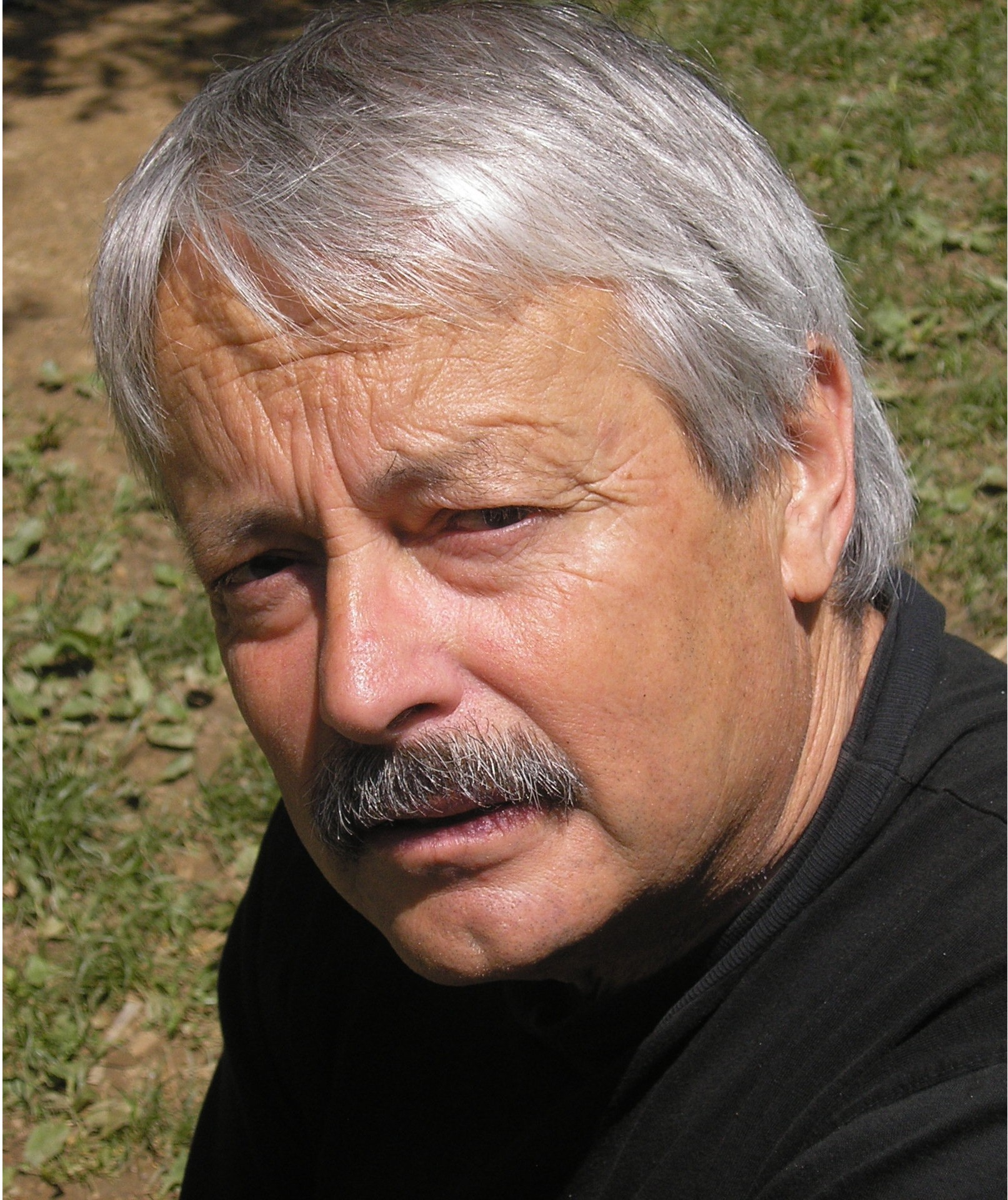
Slobodan Šnajder, 2009

Slobodan Šnajder (Zagreb, 8 juli 1948) is een Kroatisch schrijver van toneel, korte verhalen en romans. Ook maakte hij in Kroatië naam als columnist.

## Leven en werk
Šnajder studeerde filosofie en Engels te Zagreb. Hij was medeoprichter en redacteur van theatertijdschrift Prolog en redacteur van de uitgaven van Cekade. Vanaf 1966 begon hij toneelwerken en korte verhalen te publiceren. In 1993 was hij als columnist verbonden aan het dagblad Glas Slavonije en van 1993 tot 2013 aan het centrum-linkse dagblad Novi list, de oudste krant van Kroatië. Vanaf 2012 publiceerde Šnajder ook romans, waarmee hij internationale erkenning verwierf. Zijn romans De reparatie van de wereld (2015) en De engel van het verdwijnen (2023) werden door Roel Schuyt in het Nederlands vertaald.

## Typering en thematiek
Šnajder staat bekend als een kritisch beschouwer van de Kroatische geschiedenis, in het bijzonder de facistische elementen daarvan. Hij waarschuwt dat "als de geschiedenis onderdrukt wordt deze zich steeds op een verschrikkelijke manier zal herhalen" en trekt in zijn werk lijnen door van de Tweede Wereldoorlog naar de Joegoslavische oorlogen uit de jaren 1990 en daarna. Tegelijkertijd overstijgen Šnajders werken deze 'nationale' thematiek. Maarten Steenmeijer schreef in De Volkskrant over De reparatie van de wereld: "als je gaat lezen, wordt al snel duidelijk dat Šnajder geen vaste route heeft gevolgd, maar al dwalend de geschiedenis van zijn vader, de dichter Ðuro Šnajder, heeft uitvergroot tot een reusachtige roman die veel meer is dan een met magisch-realistische elementen gelardeerde Vatersuche. Want De reparatie van de wereld is daarnaast een bijna mythische mini-familieroman, een grimmige schelmenroman, een schrijnende liefdesroman, een ontluisterend portret van een huwelijk, een ontzagwekkende historische roman (over Kroatië, de Tweede Wereldoorlog, het naoorlogse communisme) en, tot slot, een bijna weemoedige ideeënroman over herinnering, engagement, migratie, identiteit, de existentiële betekenis van kunst en over de grote vraag wat we nu eigenlijk aan moeten met het leven."